# Dąbrowa Chełmińska Centrum
Dąbrowa Chełmińska Centrum – przystanek osobowy we wsi Dąbrowa Chełmińska. Przystanek został otwarty 15 czerwca 2025 roku i powstał w ramach rządowego programu budowy lub modernizacji przystanków kolejowych na lata 2021–2025, jako jedna z 214 lokalizacji podstawowych. Budowa została zrealizowana przez przedsiębiorstwo Balmora Andrzej Czupryński, a jej koszt wyniósł 2,088 miliona złotych. Przystanek jest położony przy przejeździe kolejowo-drogowym w ciągu ulicy Leśnej na linii kolejowej numer 209 Kowalewo Pomorskie – Bydgoszcz Wschód. Przetarg na zaprojektowanie i realizację budowy przystanku kolejowego został ogłoszony we wrześniu 2023 roku przez PKP Polskie Linie Kolejowe.